# Hyrule Warriors
Hyrule Warriors, in Giappone Zelda musō (ゼルダ無双?, Zeruda musō, lett. "Zelda senza rivali"), è un videogioco d'azione originariamente pubblicato per Nintendo Wii U, nato dalla collaborazione tra Nintendo e Koei Tecmo Games. Il videogioco comprende elementi della serie The Legend of Zelda insieme al sistema di gioco tipico della serie Warriors ed è stato distribuito in Giappone il 14 agosto 2014, in Nordamerica il 26 settembre e in Europa il 19 settembre.
Esiste un port per Nintendo 3DS, intitolato Hyrule Warriors Legends in occidente e Zelda musō: Hyrule All-Stars (ゼルダ無双 ハイラルオールスターズ?) in Giappone.
Durante il Nintendo Direct Mini dell'11 gennaio 2018, Nintendo ha annunciato una nuova versione del gioco per Nintendo Switch intitolata Hyrule Warriors: Definitive Edition, prevista per uscire il 22 marzo 2018 in Giappone e in primavera in Europa e in Nordamerica.

## Trama
Gli eventi del gioco avvengono fuori dal canone ufficiale della serie di The Legend of Zelda.
Un tempo, un essere oscuro venne sconfitto e la sua anima si divise in quattro frammenti. Tre di essi vennero sigillati in tre ere diverse, il quarto, invece, fu intrappolato grazie all'energia della Spada Suprema. Tuttavia, quell'anima malvagia pianifica la sua resurrezione attraverso Cia, la maga protettrice dell'equilibrio della Triforza. Cia viene affascinata dall'Eroe della Leggenda, e i suoi sentimenti amorosi per lui provvedono all'essere oscuro l'opportunità di strapparle la luce che ha in sé (ovvero la parte buona del suo cuore). Cia viene quindi consumata dai suoi desideri, aprendo la Porta delle Anime, un portale che conduce a varie epoche storiche di Hyrule superando i confini del tempo e dello spazio. Decisa a unire la Triforza e a conquistare Hyrule, Cia usa i suoi servi, Volga e Sciaman, per dichiarare guerra alla Principessa Zelda e all'armata del Regno.
Mentre le forze di Cia attaccano il Castello di Hyrule, Link, un soldato Hylian in allenamento che era già stato notato da Zelda, corre ad aiutare le altre truppe, scoprendo di possedere la Triforza del Coraggio. Ma il castello viene sottomesso e Zelda sparisce nel trambusto, quindi Impa, preoccupata, chiede a Link di aiutarla a ritrovare la principessa. Mentre la cercano incontrano Sheik, un guerriero Sheikah che potrebbe avere notizie di Zelda e Lana, una strega bianca dello stesso clan di Cia. Il quartetto si dirige alla Valle delle Maghe sperando di chiudere la Porta delle Anime, ma Cia intrappola Link e Sheik, che si rivela essere colui che possiede la Triforza della Saggezza. Cia prende entrambi i pezzi della Triforza e combinandoli con la sua Triforza della Forza, usa l'intera Triforza per liberare i frammenti oscuri, necessari per resuscitare l'essere malvagio.
Per riportare Hyrule alla normalità, Link, Impa, Lana e Sheik si dividono per eliminare le truppe di Cia e chiudere in ogni era le Porte delle Anime aperte da Cia. Lana andrà nella Terra del Crepuscolo (da The Legend of Zelda: Twilight Princess) dove verrà aiutata da Midna e Xenia a sconfiggere Zant; Link andrà ad Oltrenuvola (da The Legend of Zelda: Skyward Sword) dove verrà aiutato da Faih a sconfiggere Ghiraim; infine Impa e Sheik andranno al Monte Morte (da The Legend of Zelda: Ocarina of Time) dove verranno aiutate da Darunia e dalla principessa Ruto a sconfiggere Sciaman, che aveva acquisito le sembianze di Zelda. Durante tutto questo marasma, si viene a sapere che Sheik in realtà è Zelda e che Lana e Cia erano in realtà la stessa persona (Lana è la luce del corpo di Cia che l'essere oscuro ha estratto da lei) e tutti gli eroi si uniscono in un'unica armata. Inoltre, ciò che Cia stava cercando di riportare alla vita si rivela essere Ganondorf, il vero antagonista. Senza più avere bisogno di Cia, tenta di prenderle la Triforza ma lei lo imprigiona di nuovo con la Triforza della Forza e rispedisce gli altri due frammenti a Link e Zelda.
Dopo aver recuperato la Spada Suprema, Link si prepara ad affrontare Cia, con il potere della Spada Suprema che esorcizza il male potenziato dall'amicizia con Zelda/Sheik, Lana, Impa, Darunia, Ruto, Midna, Xenia e Faih. La sconfigge e lei scompare, con Lana che assorbe il suo frammento della Triforza. Usando il potere della Triforza completa gli eroi dei vari periodi ritornano in essi e Hyrule viene riportata alla normalità e Lana chiude la Porta delle Anime. Ma a causa della separazione della Spada Suprema dal suo piedistallo, il quarto frammento di Ganondorf viene rilasciato e lui rinasce completamente, evocando Zant e Ghiraim dai loro rispettivi periodi per usarli come servi. Insieme riescono a strappare i frammenti della Triforza ai loro proprietari, usandoli per potenziare sé stessi e la loro armata, attaccando il Castello di Hyrule. Ma Lana evoca gli eroi della storia di Hyrule (gli stessi che li hanno aiutati contro Cia) per assistenza e insieme sconfiggono Zant e Ghirahim prima di andare alla torre di Ganondorf. Link tenta di sconfiggere Ganondorf, ma egli usa la Triforza per assumere la forma finale di Ganon. Con l'aiuto delle Frecce della Luce di Zelda, Link sconfigge Ganon e gli eroi lo imprigionano un'altra volta. Gli eroi della storia di Hyrule sono definitivamente tornati nei loro periodi, Lana guarderà la Triforza al posto di Cia e Link e Zelda rimettono la Spada Suprema nel suo piedistallo per impedire che Ganondorf rinasca ancora.
Nel pacchetto DLC Master Quest si racconta di come l'armata di Cia è nata e come lei abbia sconfitto Ghirahim e Zant. Mentre tenta di conquistare inutilmente la fiducia di Volga affrontando le sue armate e quelle dei Goron, Cia trova l'anello antico che poco dopo diventerà Sciaman grazie alla magia della strega, ma si ribella ad essa e la tradisce. Cia, stanca di tutto ciò, ipnotizza i due guerrieri e li obbliga alla servitù della strega. Poco prima dell'attacco al Castello di Hyrule, le forze di Cia tentano di rapire delle fate e sconfiggono Lana. Dopo che i portali nel tempo vengono aperti, Cia va a reclutare Ghiraim e Zant con l'aiuto di Volga e Sciaman. Nel capitolo finale della sua storia, si allea con Lana per sconfiggere Ganondorf, ma senza risultati e viene sconfitta lei stessa.
Contemporaneamente alla storia principale c'è la storia di una ragazza, Linkle, la versione femminile di Link, che crede di essere la reincarnazione dell'eroe delle leggende di Hyrule (che poi in realtà è Link). Linkle crede di essere la reincarnazione dell'eroe perché nella sua famiglia viene tramandata di generazione in generazione una bussola dorata speciale. Decide così di lasciare il suo villaggio natale e di avventurarsi al Castello di Hyrule dopo aver sentito che è sotto attacco (dalle forze di Cia). La sua avventura inizia nella Foresta di Firone, dove, sbagliando la direzione per andare al castello, fidandosi della sua mappa (e ignorando totalmente i cartelli che indicano la direzione del castello ogni volta che si trova a un bivio), finisce per incontrare lo Skull Kid, che le ruba la bussola. Dopo aver scoperto che tale bussola ha davvero poteri magici, la recupera e ricomincia il suo viaggio. Dopo aver aiutato alcuni eroi di Hyrule in certe missioni (aiutare Faih ad impedire il risveglio del Recluso da parte di Ghiraim, aiutare Midna a ritornare da diavoletto a Twili e proteggere Darunia e Ruto da un'imboscata da parte di Volga), arriva finalmente al Castello di Hyrule, dopo la battaglia finale contro Ganon. Qui aiuta Impa a sbarazzarsi dei mostri rimanenti e quando arriva un Mega Dodongo Oscuro invincibile, la bussola di Linkle lo purifica e lo rende normale, permettendogli di sconfiggerlo. Dopo aver completato la sua missione e aver salutato Impa, torna a casa sua mentre Link e Zelda ritornano a castello (erano andati a rimettere la Spada Suprema nel suo piedistallo).
Poco dopo tali eventi, Lana viene attaccata da una misteriosa figura, che ruba la Triforza della Forza. Allo stesso tempo si apre una nuova Porta delle Anime, che porta frammenti del Grande Mare (da The Legend of Zelda: The Wind Waker) in Hyrule, fondendo le isole insieme. Sotto richiesta di Impa, Link va a investigare alla Fortezza dei Demoni e incontra Dazel. Insieme sconfiggono i mostri raggruppati intorno a tale zona. Ma mentre il nemico si ritira, Dazel viene rapita da Re Elmaroc. Link lo insegue fino al Deserto Gerudo, lo sconfigge e libera Dazel con l'aiuto di Lana, che era da quelle parti per chiudere la nuova Porta delle Anime e trovare indizi sul perché Cia sia scomparsa e dove possa essere. Poco dopo appare loro Re Daphnes Nohansen Hyrule alias Re Drakar, che gli spiega che un nemico del mondo suo e di Dazel è la causa dei recenti eventi. I quattro si avventurano al Tempio delle Anime, dove combattono le forze di un impostore oscuro di Cia. Lana libera poi Cia dall'oscurità, che svela a tutti che la causa dei recenti eventi e della sua scomparsa è Spettro Ganon. Il gruppo cerca il suo nascondiglio, una fusione tra il Tempio del Vento e il Tempio della Terra e lo sconfigge. Sconfitto Spettro Ganon, Cia recupera i suoi poteri magici e la Triforza della Forza torna a Lana, che la restituisce a Cia. Dazel e Re Daphnes ritornano alla loro terra natia, mentre Link, Lana e Cia tornano al Castello di Hyrule, dove, assieme a Zelda, usano la Triforza completa per riportare i frammenti del Grande Mare al loro posto. Dopo aver fatto pace con tutti, Cia torna alla Valle delle Maghe per sorvegliare la Triforza insieme a Lana.

## Personaggi

### Giocabili
- Link, l'eroe: protagonista della serie, è un guerriero della razza degli Hylian. Le sue armi sono una spada con uno scudo, la Bacchetta del Fuoco, la Fata Radiosa, i Guanti d'acciaio, il Disco roteante di Twilight Princess, la cavalla Epona e la Spada Suprema con lo Scudo Hylian.
- Impa, capo dell'armata di Hyrule: è la guardia del corpo della principessa Zelda. Ha due armi: una spada gigante e una naginata.
- Sheik, guerriero Sheikah: personaggio di Ocarina of Time. È l'identità che Zelda assume per sfuggire a Ganondorf in tale gioco e combatte usando una lira.
- Lana, la maga bianca: personaggio che fa la sua prima apparizione in questo gioco.  Ha tre armi: un libro di incantesimi, una lancia Deku e la capacità di evocare un portale.
- Zelda, principessa del regno di Hyrule. Combatte con un fioretto, la bacchetta del vento di Wind Waker e lo Scettro del plagio di Twilight Princess.
- Ganondorf: antagonista principale della serie di The Legend of Zelda. Le sue due armi sono un duo di spade oscure e un tridente (quest'ultimo trasferibile da Hyrule Warriors Legends o scaricabile dall'estate 2016).
- Darunia, capo dei Goron: personaggio di Ocarina of Time. Usa come arma un gigantesco martello.
- Ruto, principessa Zora: personaggio di Ocarina of Time. Usa come armi delle squame Zora che le conferiscono poteri tematici all'acqua.
- Midna, principessa del Crepuscolo: personaggio di Twilight Princess. Combatte utilizzando un braccialetto che indossa ai capelli, che le permette di evocare lupi Twili e di trasformare la sua capigliatura.
- Xenia, la principessa del Regno degli insetti: personaggio di Twilight Princess. Combatte usando il suo ombrello e un esercito di farfalle magiche.
- Zant, l'usurpatore: nemico in Twilight Princess. Combatte usando le sue caratteristiche scimitarre.
- Faih, la spada della Dea: personaggio di Skyward Sword. Combatte diventando la Spada della Dea.
- Ghiraim, signore dei demoni: nemico in Skyward Sword. Combatte usando una spada demoniaca.

### Nemici
- Cia: È una degli antagonisti principali del gioco ed è un nuovo personaggio. Combatte utilizzando uno scettro e evocando con la magia nera dei cloni oscuri di Link. Dalla versione 1.3.0 è giocabile.
- Sciaman: Un mago dell'oscurità (precedentemente un anello stregato), è un seguace di Cia ed è un nuovo personaggio. Combatte utilizzando l'essenza della sua incarnazione originale (un anello stregato) come magia nera. Dalla versione 1.3.0 è giocabile.
- Volga: Un cavaliere drago (ibrido fra umano e drago), sottoposto di Cia e generale delle sue armate. È un nuovo personaggio. Combatte utilizzando una lancia e i suoi poteri da drago. Dalla versione 1.3.0 è giocabile.
- Argorok: drago Twili, già apparso in Twilight Princess e boss del Palazzo del Crepuscolo.
- Il Recluso: bestia gigante, già apparso in Skyward Sword e forma da imprigionato di Mortipher, il boss finale di Skyward Sword. È il boss della Terra dell'Esilio e di Oltrenuvola (quest'ultimo luogo solo in un livello della storia di Cia).
- Gohma: è un parassita che cerca di ostacolare Link, già apparso nei precedenti capitoli di The Legend of Zelda. È il boss della Foresta di Firone, del Deserto Gerudo e della Valle delle Maghe (in quest'ultimo scenario ce ne sono due e appaiono solo nel livello finale della storia di Cia).
- Mega Dodongo: il primo boss del gioco, un Dodongo gigante dalle corna rosse originario di Ocarina of Time. È il boss della Piana di Hyrule, del Deserto Gerudo e ce ne sono due nelle Caverne Eldin. Appare anche nella sua versione originale come boss al Lago Hylia e come variante oscura come boss finale della storia di Linkle in Hyrule Warriors Legends.
- Manhandla: il terzo boss del gioco, una pianta velenosa che può diventare d'acciaio. Appare come boss due volte nella Valle delle Maghe e nel Deserto Gerudo.
- Re Elmaroc: boss esclusivo di Hyrule Warriors Legends, da The Wind Waker. Appare solo nel Deserto Gerudo, durante l'epilogo.
- Spettro Ganon: boss finale dell'epilogo di Hyrule Warriors Legends. Combatte con due spade e appare solo nei Templi del Vento e della Terra fusi insieme.
- Ganon: la forma finale di Ganondorf, una gigantesca bestia con sembianze suine. È il boss finale di Hyrule Warriors ed è giocabile nella Modalità Boss (scaricabile da febbraio 2016).
- Fata Radiosa: boss esclusivo alla Modalità Boss (scaricabile da febbraio 2016). È anche parte di un'arma di Link.

### Personaggi extra inHyrule Warriors Legends
Tali personaggi sono trasferibili, se si ha la versione per 3DS, anche nella versione su Wii U, oppure scaricandoli separatamente o in un pacchetto scaricabile disponibile su Wii U in estate 2016.
- Link Cartone[4]: la versione cartoonesca di Link in The Wind Waker. Usa le stesse tecniche della versione normale di Link (e la Bacchetta delle Sabbie di Spirit Tracks), non è un personaggio principale nella Modalità Leggenda.
- Dazel: la piratessa che si rivelerà essere Zelda in The Wind Waker. Combatte usando tipiche armi da pirata, quali una pistola e una scimitarra.
- Re Daphnes Nohansen Hyrule: il re di Hyrule che per la maggior parte di The Wind Waker assume l'aspetto del Re Drakar. Combatte proprio trasformandosi in esso e scatenando diverse onde marine sui nemici, usando come arma la vela del Re Drakar.
- Skull Kid: uno dei nemici principali di Link in Majora's Mask. Combatte chiamando a sé le fate Taya e Tael, che lo assistono nell'uso di incantesimi oscuri e letali amplificati dalla maschera di Majora e dal suono di un'ocarina.
- Linkle: personaggio del tutto inedito. È una versione femminile di Link armata di balestre[5], e di stivali alati. Crede di essere l'incarnazione dell'eroe e nella sua storia personale va alla ricerca del Castello di Hyrule per aiutare le forze di Zelda a sconfiggere Cia, ma le sue qualità di ricerca sono pessime e sbaglia sempre direzione.

### Personaggi scaricabili

#### Usciti dopoHyrule Warriors
- Midna (Twili): la vera forma di Midna. Combatte usando lo Specchio del Crepuscolo. Scaricabile nel Twilight Princess DLC Pack.
- Link giovane: Link in Ocarina of Time e in Majora's Mask. Combatte usando la spada Kokiri e varie maschere, tra cui la Maschera della Furia Divina. Scaricabile nel Majora's Mask DLC Pack assieme a Tingle.
- Tingle: personaggio ricorrente nella serie di Zelda, che crede di essere una fata. Appare nel design di Majora's Mask e combatte usando i suoi palloni. Scaricabile nel Majora's Mask DLC Pack assieme a Link giovane.
- Cia, Volga e Sciaman diventano giocabili tramite un DLC gratuito.

#### Usciti dopoHyrule Warriors Legends
- Famirè: personaggio proveniente da The Wind Waker. Viene dalla tribù dei rito, e usa la sua amata cetra per combattere. Scaricabile gratuitamente verso fine primavera 2016.
- Marin: personaggio proveniente da Link's Awakening. È un'abitante dell'isola onorica di Koholint e la sua arma è una campana magica. Scaricabile nel Link's Awakening DLC Pack in estate 2016.
- Zelda Cartone: da Spirit Tracks. Combatte evocando gli Spettri dello stesso gioco e possedendoli. Scaricabile nel Phantohm Hourglass & Spirit Tracks DLC Pack in autunno 2016.
- Lavio: da A Link Between Worlds; venditore ambulante che si scopre essere la controparte di Link nel mondo di Lorule. Combatte usando un piccolo martello. Scaricabile nel A Link Beetween Worlds DLC Pack in inverno 2016 con Yuga.
- Yuga: stregone di Lorule e antagonista di A Link Between Worlds. Combatte usando il suo scettro pennello. Scaricabile nel A Link Beetween Worlds DLC Pack in inverno 2016 con Lavio.

### Altri personaggi giocabili
Coccò Gigante: personaggio sbloccabile nella Modalità Boss (scaricabile da febbraio 2016).
Ganon e Coccò Gigante sono esclusivamente giocabili nella Modalità Boss su Wii U e, a causa dell'eliminazione della Modalità Sfida dalla versione per 3DS, non saranno giocabili su Hyrule Warriors Legends. Tutti i personaggi scaricabili che sono stati resi disponibili in Hyrule Warriors prima dell'uscita di Legends saranno già disponibili senza pagamenti.

## Sviluppo
Hyrule Warriors fu annunciato da Satoru Iwata nel Nintendo Direct del 18 dicembre 2013 mostrante Link combattere contro nemici usando bombe e combattendo con la spada suprema, di cui possiede anche la capacità di ingrandirne la lama e colpire tutti i rivali nello scenario. Tuttavia Iwata affermò che non sarebbe stato un nuovo capitolo della serie, ma un nuovo spin-off ancora in produzione con la grafica del produttore Eiji Aonuma. Il titolo del videogame non era stato ancora usato ufficialmente fino agli inizi del 2014. In quest'anno la Nintendo e la Koei Tecmo Games annunciano che sarà utilizzabile anche il gameplay tramite i panni del personaggio di Impa, Midna, Zelda, Agitha (da The Legend of Zelda: Twilight Princess), della Principessa Lana, di Faih da Skyward Sword e di Sheik, della Principessa Ruto, di Darunia da Ocarina of Time e di Ganondorf.

## Distribuzione
Il gioco è stato distribuito in Giappone il 14 agosto 2014, in Nordamerica il 26 settembre e in Europa il 19 settembre. Qualche settimana dopo la distribuzione del gioco in Giappone è stata distribuita una Limited Edition del gioco, che comprende la sciarpa indossata da Link nella Modalità Avventura, un orologio digitale a forma di Triforza e una riproduzione in scala dello scrigno presente nel gioco, oltre a vari DLC esclusivi (costumi per Link, Zelda e Ganondorf basati su Ocarina of Time, Twilight Princess e Skyward Sword), che sarebbero poi resi disponibili a tutti tramite Nintendo eShop nel dicembre 2014.

### Contenuti scaricabili
Sono stati inoltre distribuiti quattro pacchetti di contenuti scaricabili dopo l'uscita di Hyrule Warriors e alcuni contenuti gratuiti, tra i quali:
Hero of Hyrule DLC Pack: Un bundle disponibile fino al 15 ottobre 2014, che comprende tutti e quattro i pacchetti e un costume di Link su Link oscuro, disponibile immediatamente e ottenibile anche dopo aver comprato tutti e quattro i pacchetti separatamente.
Master Quest DLC Pack: È uscito il 1º ottobre 2014 in Giappone e dopo l'aggiornamento 1.3.0, anche in Europa e Nordamerica 15 giorni dopo, il 16 Ottobre 2014. Comprende cinque nuovi livelli per la Modalità Leggenda, che vedono le forze di Cia protagoniste, i costumi di Guardiane del Tempo per Cia e Lana, Epona come nuova arma per Link e una nuova mappa a tema per la Modalità Avventura, che a sua volta contiene nuovi Portacuore per i personaggi e 16 costumi nuovi, uno per personaggio, oltre a nuove versioni 8-bit delle armi del gioco e delle Aracnule d'oro per una nuova illustrazione.
Twilight Princess DLC Pack: E'uscito in tutto il mondo il 27 novembre 2014. Comprende Midna Twili come personaggio giocabile, lo Scettro del plagio come arma per Zelda, un costume da Postino per Link, uno da Iria per Zelda, una nuova mappa a tema per la Modalità Leggenda con 16 costumi nuovi uno per personaggio, dei nuovi Portacuore per ciascuno e delle Aracnule d'oro per una nuova illustrazione.
Majora's Mask DLC Pack: E'uscito in Giappone e in Europa il 29 gennaio 2015 e in Nordamerica il 5 febbraio 2015. Ccomprende Tingle e Link giovane come personaggi giocabili , due costumi per Impa e Sheik delle versioni di Ocarina of Time, un costume da Bimbo Perduto per Lana e una nuova mappa a tema per la Modalità Leggenda, con 16 costumi per i personaggi, uno ciascuno, tutti basati su una maschera, nuovi Portacuore per i personaggi e Aracnule d'oro per una nuova illustrazione.
Boss DLC Pack (Ganon DLC Pack in Giappone): È uscito il 26 febbraio 2015 in Giappone e in Europa e il 12 marzo 2015 in Nordamerica. Comprende due nuove modalità: "Sfida boss" dove i personaggi combattono boss giganti all'infinito per tre nuovi costumi per Link, Zelda e Lana, rispettivamente e "Furia di Ganon", dove, nei panni della forma finale di Ganondorf o di un Coccò gigante, si distrugge tutto quello che si trova sul proprio cammino per sbloccare due costumi per Ganondorf e Cia, rispettivamente.
Per celebrare l'annuncio di Hyrule Warriors Legends è stato fatto un aggiornamento al gioco che comprende la compatibilità con Hyrule Warriors Legends attraverso un codice e una tunica classica per Link.
Sono anche stati annunciati quattro nuovi pacchetti e un secondo mega bundle:
Legends of Hyrule DLC Pack: Comprende tutti i contenuti dei pacchetti di Legends e un costume per Ganondorf basato sulla sua apparizione in The Wind Waker.
Legends Character DLC Pack: Esclusivo per Wii U. Se non si ha Hyrule Warriors Legends, e quindi non si possono trasferire Dazel, Re Daphnes, Link cartone, Linkle, il Bimbo Perduto e il tridente di Ganondorf dal 3DS alla Wii U, questo pacchetto permette di scaricarli senza problemi. È uscito nell'estate 2016.
Famirè: Personaggio di The Wind Waker scaricabile gratuitamente con il Master Wind Waker DLC Pack.
Master Wind Waker DLC Pack: Uscito a tarda primavera 2016 e comprenderà 15 costumi nuovi per la Modalità "La mia fata" e una nuova mappa per la Modalità Avventura. Sarà disponibile solo per il 3DS per la mancanza di lottatori o armi nuove per lottatori già esistenti.
Link's Awakening DLC Pack: Uscirà nell'estate 2016 e comprenderà Marin, scarpe volanti per Linkle, 15 nuovi costumi per la Modalità "La mia fata" e una nuova mappa per la Modalità Avventura (quest'ultimi due solo su 3DS).
Phantom Hourglass & Spirit Tracks DLC Pack: È uscito nell'autunno 2016 e comprende Zelda Cartone, la Bacchetta della Sabbia per Link cartone, 15 costumi per la Modalità "La mia fata" e una nuova mappa per la Modalità Avventura (quest'ultimi due solo su 3DS).
A Link Beetween Worlds DLC Pack: È uscito nell'inverno 2016 e comprende Ravio e Yuga, 15 costumi per la Modalità "La mia fata" e una nuova mappa per la Modalità Avventura (quest'ultimi due solo su 3DS).
Un season pass per entrambe le versioni di Hyrule Warriors con i contenuti dei pacchetti di Legends sblocca il costume di Ganondorf da Wind Waker. Se si acquista il Link's Awakening DLC Pack, il Phantom Hourglass & Spirit Tracks DLC Pack o entrambi senza aver acquistato il Legends Character Pack o aver trasferito i personaggi dalla versione per 3DS alla versione per Wii U, sono disponibili versioni di Linkle e Toon Link con solo l'arma disponibile in tali pacchetti.

## Accoglienza

### Critica
| Testata       | Giudizio |
| ------------- | -------- |
| Famitsū       | 36/40    |
| Destructoid   | 8,5/10   |
| Eurogamer     | 8/10     |
| Game Informer | 8/10     |
| GameSpot      | 8/10     |
| Joystiq       | 4/5      |
| NintendOn.it  | 8,3/10   |
| The Escapist  | 4,5/5    |

Il gioco è stato accolto in maniera generalmente positiva da parte della critica specializzata.

### Vendite
A gennaio del 2015, Koei Tecmo ha annunciato che il gioco ha venduto un milione di copie.